# Saint-Laurent-du-Maroni

Gmina Saint-Laurent-du-Maroni na mapie Gujany Francuskiej

Saint-Laurent-du-Maroni – miasto i gmina w Gujanie Francuskiej; około 33,4 tys. mieszkańców (2013). Drugie co do wielkości miasto departamentu. W mieście znajduje się przejście graniczne z Surinamem, po drugiej stronie rzeki leży surinamskie miasto Albina. Od 1983 do 2018 urząd mera Saint-Laurent-du-Maroni nieprzerwanie sprawował Léon Bertrand.